# Canton de Boves
Pour les articles homonymes, voir Boves (homonymie).
Le canton de Boves est un ancien canton français situé dans le département de la Somme et la région Picardie.

## Géographie
Ce canton était organisé autour de Boves dans l'arrondissement d'Amiens. Son altitude variait de 21 m (Glisy) à 137 m (Saint-Sauflieu) pour une altitude moyenne de 73 m.

## Histoire
- Le canton s'appelait "Canton de Sains" au XIXe siècle.

- De 1839 à 1848, les cantons de Conty et de Boves avaient le même conseiller général.

## Représentation

### Conseillers généraux de 1833 à 2015
| Période | Période           | Identité                                                     | Étiquette       | Qualité |
| ------- | ----------------- | ------------------------------------------------------------ | --------------- | --- |
| 1833    | 1835 (décès)      | Louis Gabriel Philippe Augustin, marquis Gueulluy de Rumigny |                 | Propriétaire, maire de Rumigny (1815-1835) |
| 1835    | 1848              | Théodore Marie, Vicomte Gueulluy de Rumigny                  | Conservateur    | Maréchal-de-camp, aide de camp du Roi, député de la Somme (1830-1831) puis de la Mayenne (1831-1834)                                                  |
| 1848    | 1852              | Bernard Lesage                                               |                 | Notaire |
| 1852    | 1865 (décès)      | Jean-Baptiste Navarre                                        |                 | Notaire à Amiens |
| 1865    | 1870              | André, Baron de Latapie de Ligonie                           |                 | Propriétaire, maire de Cagny |
| 1871    | 1881 (annulation) | Adalbert de Francqueville                                    |                 | Maire de Remiencourt |
| 1881    | 1886              | Ernest Cauvin                                                | Républicain     | Industriel Maire de Saleux, conseiller d'arrondissement                                                                                               |
| 1886    | 1892 (décès)      | Adalbert de Francqueville                                    |                 | Maire de Remiencourt |
| 1892    | 1922 (décès)      | Ernest Cauvin                                                | Républicain     | Industriel Député (1898-1907) Sénateur (1907-1922) Maire de Saleux                                                                                    |
| 1923    | 1940              | Léon Legrand                                                 | RG              | Agriculteur Conseiller municipal de Boves, conseiller d'arrondissement                                                                                |
|         |                   |                                                              |                 | |
| 1945    | 1951              | Louis Prot                                                   | PCF             | Cheminot Maire de Longueau (1925-1940 et 1945-1966)                                                                                                   |
| 1951    | 1970              | Charles Houllier                                             | Rad.            | Directeur d'école Maire de Dury (1964-1965) |
| 1970    | 1994              | Pierre Desse                                                 | DVD             | Directeur d'hôpital Maire de Dury (1965-1999) Conseiller régional                                                                                     |
| 1994    | 2015              | Olivier Jardé                                                | UDF puis NC-UDI | Chirurgien Suppléant du député Gilles de Robien (1997-2002) Député (2002-2012) Maire de Remiencourt (1989-2001) Elu en 2015 dans le Canton d'Amiens-7 |

### Conseillers d'arrondissement (de 1833 à 1940)
| Période                                  | Période          | Identité                     | Étiquette   | Qualité |
| ---------------------------------------- | ---------------- | ---------------------------- | ----------- | --- |
| 1833                                     | 1845             | Jean-Baptiste Nicolas Duriez |             | Maire de Hébécourt |
|                                          |                  |                              |             | |
|                                          | 1881             | Ernest Cauvin                | Républicain | Industriel Maire de Saleux |
|                                          |                  |                              |             | |
| 1919                                     | 1923             | Léon Legrand                 | RG          | Agriculteur, conseiller municipal de Boves |
| 1923                                     | 1931             | Louis Voiturier              | Radical     | Représentant de commerce, maire de Cachy |
| 1931                                     | 1937             | Charles-César Pollet         | Rad.ind.    | Notaire, maire de Boves |
| 1937                                     | 1940             | Paul Baroux (1911-1941)      | PC-SFIC     | Instituteur à Longueau, habitant de Blangy-Tronville Révoqué en février 1940 (décret Daladier) Fusillé comme otage le 15 décembre 1941 près de Châteaubriant |
| 1937                                     | 1939 (démission) | Raoul Foulon                 | PC-SFIC     | Cheminot, Longueau Démissionne en raison de la signature du pacte germano-soviétique                                                                         |
| 1939                                     | 1940             | siège vacant                 |             | |
| 1940                                     |                  |                              |             | Les conseils d'arrondissement ont été suspendus par la loi du 12 octobre 1940 et n'ont jamais été réactivés                                                  |
| Les données manquantes sont à compléter. |                  |                              |             | |

## Composition
Le canton de Boves regroupait 23 communes et comptait 19 598 habitants (recensement de 1999 sans doubles comptes).
| Communes            | Population (2012) | Code postal | Code Insee |
| ------------------- | ----------------- | ----------- | ---------- |
| Blangy-Tronville    | 553               | 80440       | 80107      |
| Boves               | 2 786             | 80440       | 80131      |
| Cachy               | 227               | 80800       | 80159      |
| Cottenchy           | 372               | 80440       | 80213      |
| Dommartin           | 387               | 80440       | 80246      |
| Dury                | 1 141             | 80480       | 80261      |
| Estrées-sur-Noye    | 255               | 80250       | 80291      |
| Fouencamps          | 239               | 80440       | 80337      |
| Gentelles           | 461               | 80800       | 80376      |
| Glisy               | 483               | 80440       | 80379      |
| Grattepanche        | 269               | 80680       | 80387      |
| Guyencourt-sur-Noye | 201               | 80250       | 80403      |
| Hailles             | 332               | 80440       | 80405      |
| Hébécourt           | 371               | 80680       | 80424      |
| Remiencourt         | 170               | 80250       | 80668      |
| Rumigny             | 567               | 80680       | 80690      |
| Sains-en-Amiénois   | 1 075             | 80680       | 80696      |
| Saint-Fuscien       | 966               | 80680       | 80702      |
| Saint-Sauflieu      | 901               | 80160       | 80717      |
| Saleux              | 2 493             | 80480       | 80724      |
| Salouël             | 4 162             | 80480       | 80725      |
| Thézy-Glimont       | 419               | 80440       | 80752      |
| Vers-sur-Selles     | 768               | 80480       | 80791      |

## Démographie
| 1962   | 1968   | 1975   | 1982   | 1990   | 1999   | 2009 |
| ------ | ------ | ------ | ------ | ------ | ------ | ---- |
| 11 018 | 12 703 | 15 271 | 17 988 | 19 370 | 19 598 | -    |